# 마그네틱 보안 전송
마그네틱 보안 전송(Magnetic secure transmission, MST)은 스마트폰과 같은 장치가 전통적인 마그네틱 스트라이프를 모방하는 신호를 방출하는 모바일 결제 기술 이름이다.

## 개요
MST는 기기에서 결제 단말기의 카드 리더로 마그네틱 신호를 보낸다. 비접촉 결제와 같이 더 발전된 기술을 지원하기 위해 단말기 소프트웨어 또는 하드웨어를 업그레이드할 필요 없이 실제 카드를 스와이프하는 것을 에뮬레이션한다. 따라서 근거리 무선 통신을 사용하는 결제와 달리 MST 기술은 마그네틱 스트라이프 리더가 있는 거의 모든 결제 단말기와 호환된다.
MST는 마그네틱 카드 리더에서 3 in (76 mm) 이내에서 전송하도록 설계되었다. 물리적 전송 외에 마그네틱 스트라이프 카드 시스템(즉, 수신, 처리, 정보 내용 및 암호화 프로토콜)에는 변경 사항이 없다. 그러나 전송되는 정보가 동적이면 토큰화가 허용될 수 있다.
MST는 원래 2015년 삼성에 인수된 LoopPay에서 개발했으며, 삼성 페이 서비스에 통합되었다. 2017년에는 LG가 Wireless Magnetic Communication(WMC)이라는 유사한 기술을 사용하는 경쟁 서비스인 LG 페이를 출시했다.
최초의 MST와 WMC는 기존 신용카드 단말기와 호환되도록 암호화되지 않은 마그네틱 스트라이프 기술을 모방했다. 무선 전송은 암호화되지 않았기 때문에 "안전"하다고 간주되지 않았다. 삼성페이와 LG의 MST 구현은 안전한 EMV 호환 토큰을 사용하며 안전한 것으로 간주된다.